# Toxoptera
Genre
Toxoptera est un genre d'insectes de l'ordre des hémiptères et de la famille des Aphididae (pucerons).

## Liste d'espèces
Selon Catalogue of Life (11 oct. 2013) :
- Toxoptera aurantii (Fonscolombe, 1841) - puceron noir de l'oranger, puceron du caféier
- Toxoptera celtis
- Toxoptera chaetosiphon
- Toxoptera citricidus - puceron tropical de l’oranger
- Toxoptera victoriae

Selon NCBI (11 oct. 2013) :
- Toxoptera aurantii
- Toxoptera citricida (Kirkaldy, 1907)
- Toxoptera odinae
- Toxoptera victoriae